# Plac Orląt Lwowskich we Wrocławiu
Plac Orląt Lwowskich we Wrocławiu (Elfer Platz, Berliner Platz, Braniborski, Sergiusza Kirowa) – plac położony we Wrocławiu na Przedmieściu Mikołajskim w obrębie byłej dzielnicy Stare Miasto. Stanowi ważny węzeł komunikacyjny w mieście. Swym zasięgiem obejmuje dwa place o nieregularnych kształtach.

## Historia

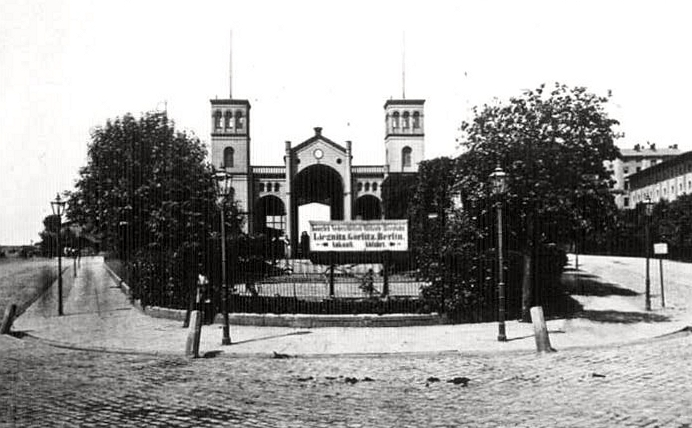
Dworzec Marchijski ok. 1880 r.

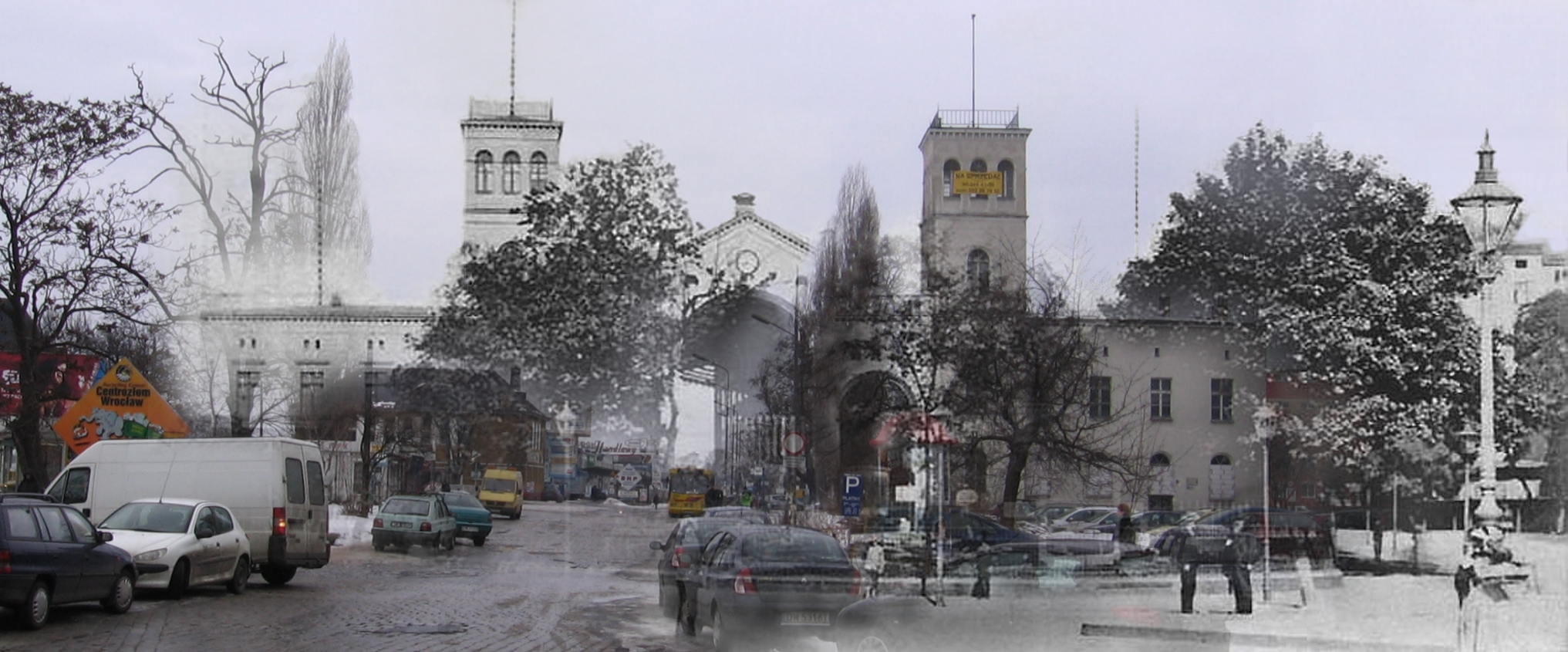
Dworzec Marchijski

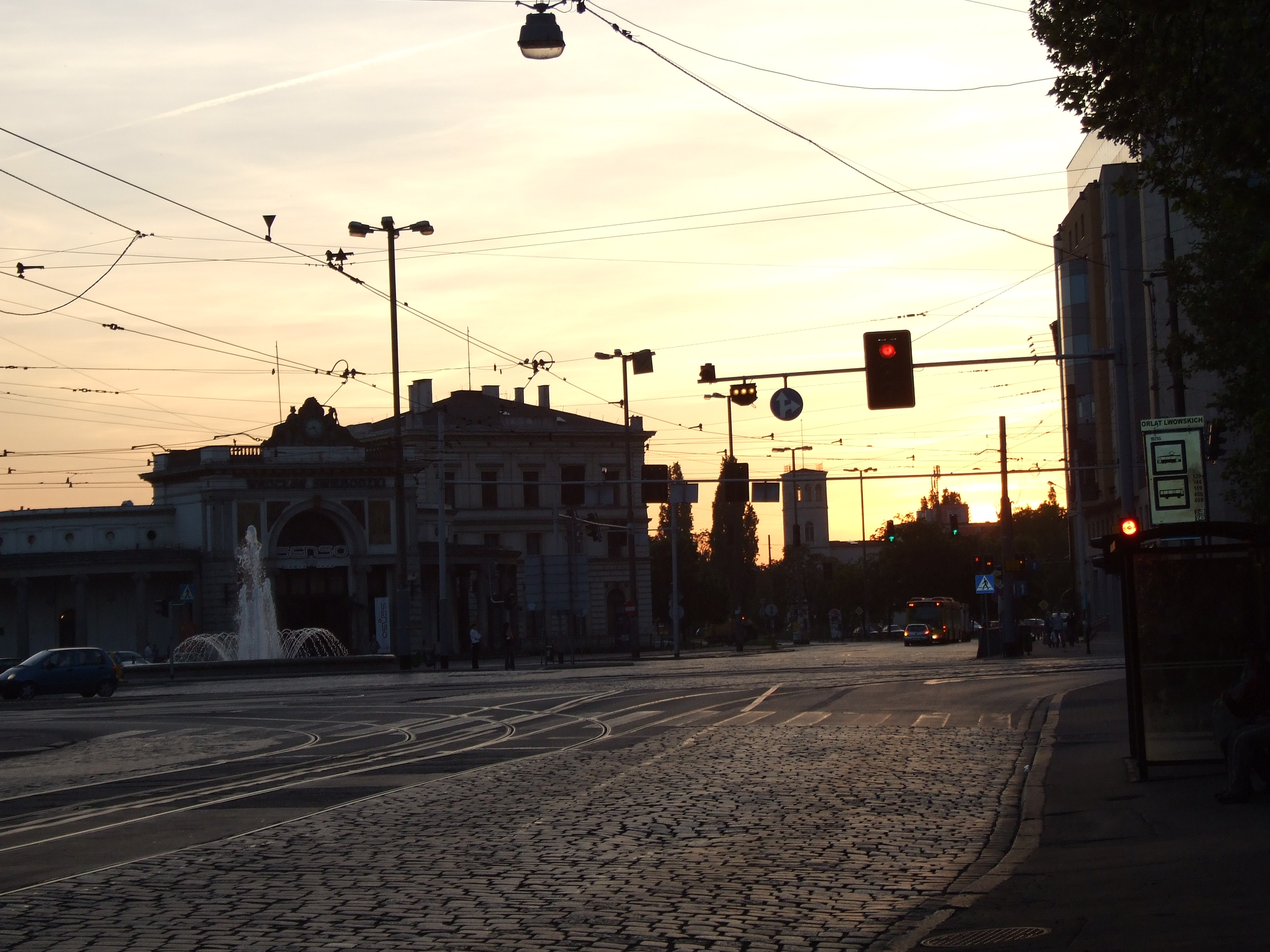
Ul. Podwale i dalej plac

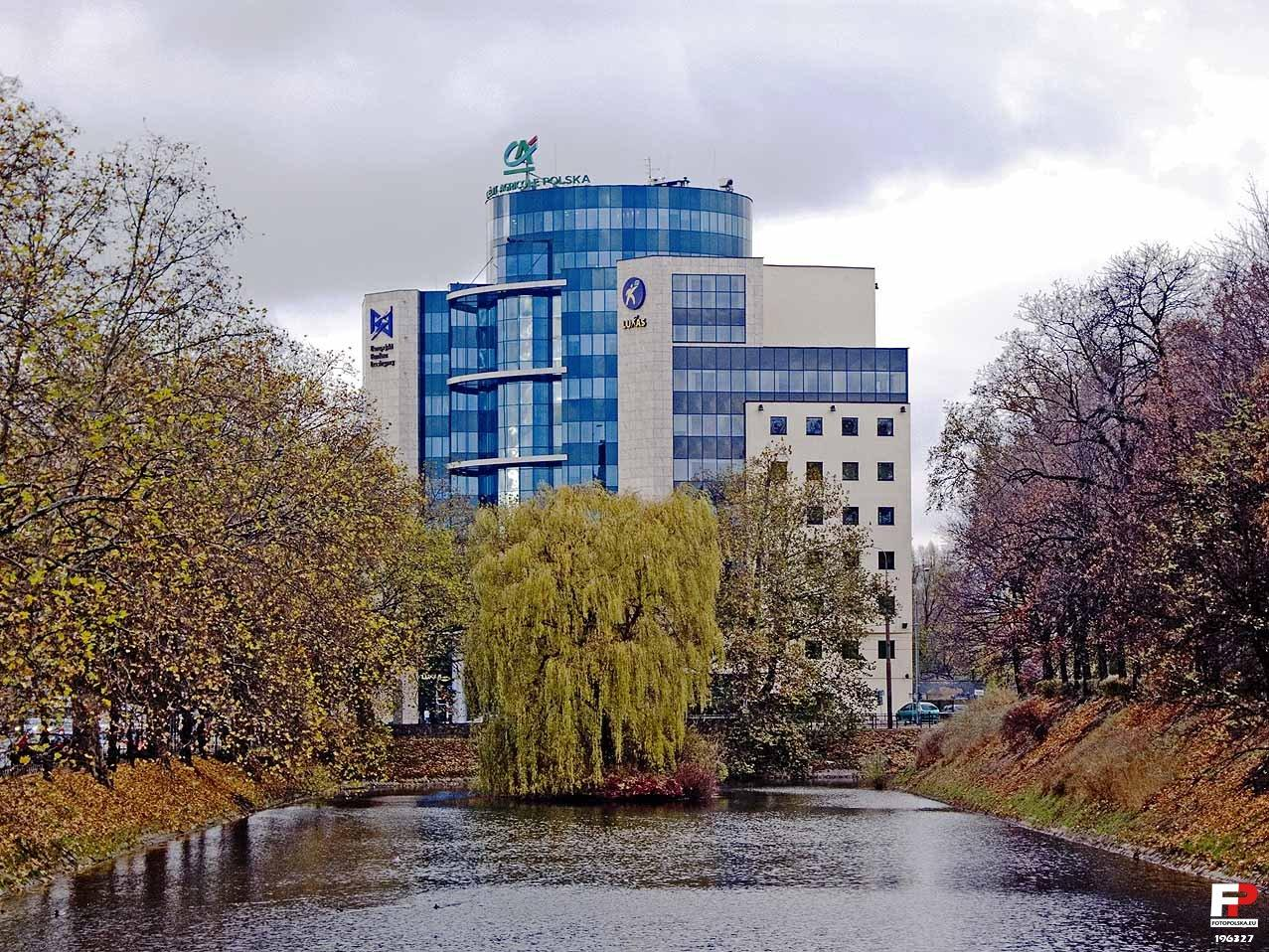
Budynek EFL

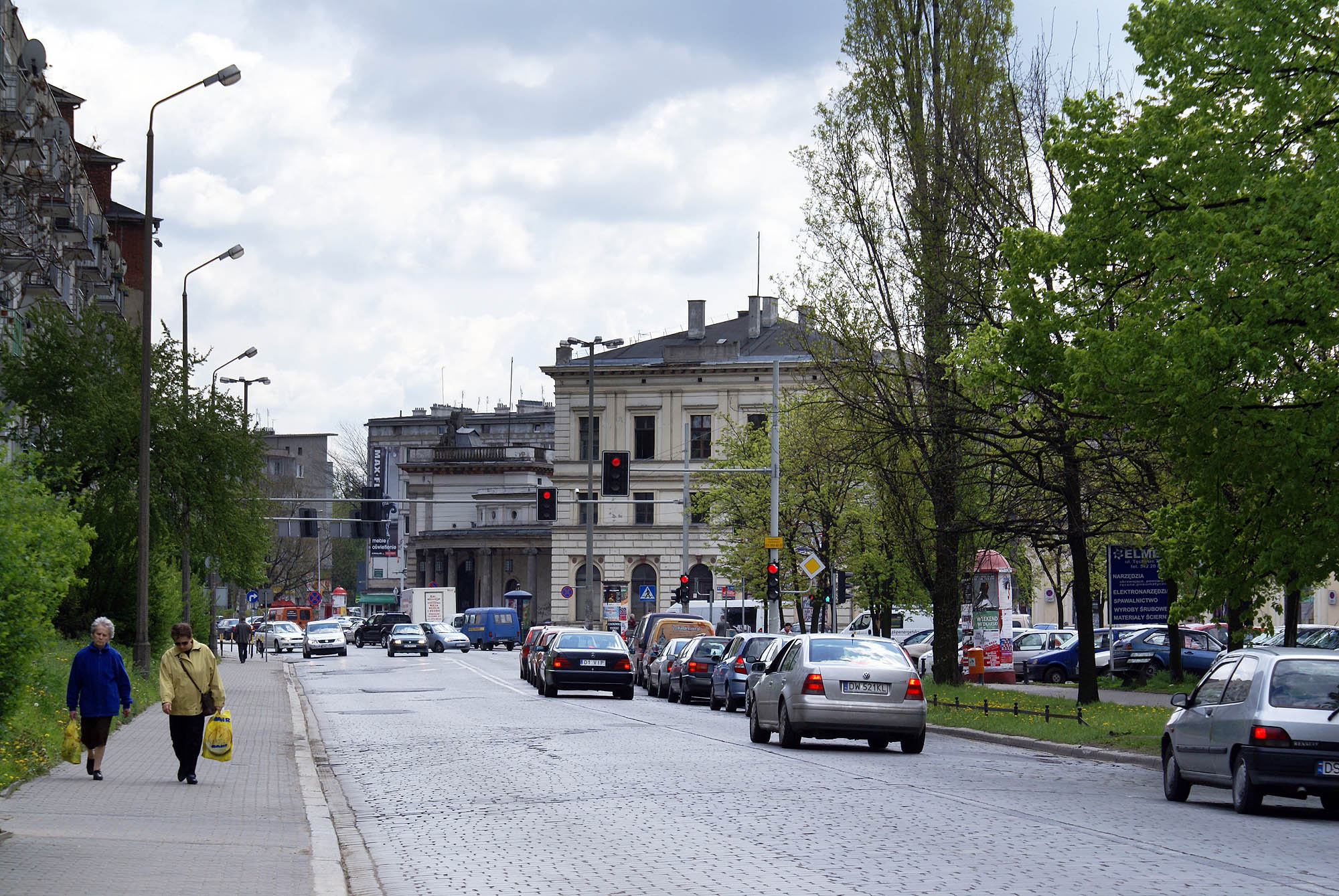
Jezdnia placu przed remontem, dalej Wrocław Świebodzki

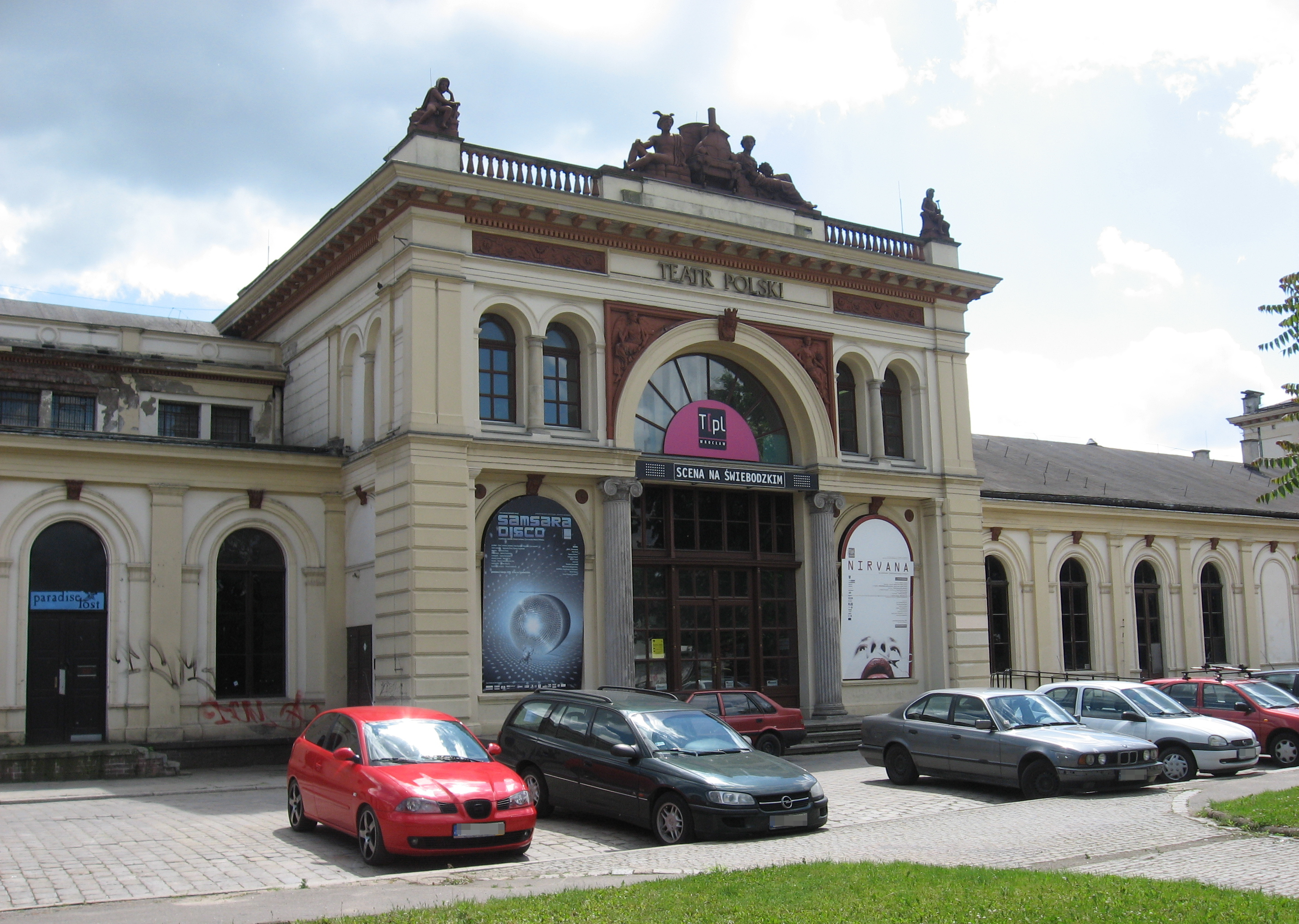
Parking po stronie północnej i wejście do skrzydła użytkowanego przez Teatr Polski

Plac ten utworzono w związku z budową w tym rejonie dworców kolejowych: Wrocław Świebodzki w 1842 r. (1843 r.), Dworca Kolei Dolnośląskich w 1844 r. i innych. W latach 1868–1874 dworzec Świebodzki został przebudowany, choć część budynków pierwszego dworca została zachowana i weszła w skład nowego kompleksu obiektów dworcowych. Z całego zespołu dworców wybudowanych w tym obszarze zachowany został do dziś tylko dworzec Wrocław Świebodzki, choć od 1991 r. pozostaje wyłączony z eksploatacji. Plac objął również część nieistniejącej współcześnie ulicy Magazinstrasse. Zabudowa wokół placu powstawała głównie w latach 50. i 60. XIX wieku. W 1856 r. wybudowano Willę Henningów (numer 1a), a w następnych latach siedzibę Królewskiej Komisji Generalnej, która funkcjonowała tu w latach 1857–1913, oraz miejską halę gimnastyczną (numer 2). W 1863 roku hala ta została zastąpiona gmachem spółki «Gemeinnütziges Pfandleihhaus der Stadt Breslau GmbH», pojektu G. Müllera (przejęty później przez przedsiębiorstwo «Polski Tytoń»). W tym rejonie istniał także w latach 1776–1897 cmentarz św. Barbary. Teren po cmentarzu został przekształcony w skwer z placem zabaw położone obok placu sportowego. Przy placu istniała także łaźnia miejska (numer 7) z 1890 r. projektu wykonanego przez Richarda Plüddemanna i Karla Klimma (budynek nie istnieje).
Pierwotny układ placu uległ pewnym przekształceniom wynikającym z prowadzonych tu prac. W 1920 r. wyburzono między innymi część zabudowy w rejonie dworca Kolei Dolnośląskich. Podczas działań wojennych w 1945 r., kiedy Wrocław stanowił Twierdzę Wrocław obleganą przez Armię Czerwoną, zniszczeniu uległa duża część zabudowy wokół placu. Zachował się jednak dworzec Wrocław Świebodzki i niewielki fragment budynku dworca dolnośląskiego.
W latach 1942–1944 po północnej stronie dworca powstała sieć schronów przeciwlotniczych, które miały chronić mieszkańców przed atakami lotnictwa alianckiego.
W roku 1961 wytyczono północny odcinek obecnej ulicy Józefa Piłsudskiego, który połączył współczesny Plac Legionów z Placem Orląt Lwowskich i Ulicą Podwale, a także udogodnił komunikację między dworcami kolejowymi Wrocław Główny i Wrocław Świebodzki. W tym samym okresie, w latach 1960–1965, powstała tu zabudowa z bloków mieszkalnych. W roku 2000 rozpoczęto budowę dominującego obecnie nad placem budynku biurowego dla Europejskiego Funduszu Leasingowego, którego projekt powstał w Archicom Sp.z o.o.

## Obiekty

### Zagospodarowanie placu
Plac stanowi ważny węzeł komunikacyjny zarówno dla transportu drogowego, jak i wrocławskiej komunikacji miejskiej. Zbiega się tu wiele ulic, a ulicami Józefa Piłsudskiego, Podwalem i – od roku 2021 – Robotniczą przebiegają linie tramwajowe. W części placu przed wejściem głównym na dworzec Wrocław Świebodzki znajduje się wyspa dla pieszych otoczona ulicami, na której umieszczono fontannę, początkowo pełniącą funkcję użytkową, tj. jako położona przy dworcu, gdzie występowało nasilone zanieczyszczenie powietrza, miała za zadanie redukcję tych zanieczyszczeń i poprawę czystości powietrza. Na południowy wschód od budynku dworca znajduje się parking i niewielki zieleniec, podobnie jak po północnej stronie dworca Świebodzkiego. Zlikwidowano również znajdujący się po północnej stronie dworca kolejowego dworzec autobusowy PKS, z którego obsługiwano połączenia lokalne.

### Zabudowa wokół placu
Znaczna część zabudowy wokół placu uległa zniszczeniu podczas oblężenia miasta w 1945 r. Zachowany został dworzec Świebodzki i fragment dworca Dolnośląskiego. Wokół placu przeważa zabudowa mieszkaniowa z lat 60. XX wieku. Zachował się budynek użytkowany przez przedsiębiorstwo «Polski Tytoń». Nowym, dominującym nad placem obiektem jest biurowiec EFL.

### Dworzec Dolnośląski
Zachowany fragment dworca Dolnośląskiego (także Dworzec Marchijski lub Dworzec Dolnośląsko-Marchijski) położonego przy placu Orląt Lwowskich, z lat 1843–1844, został wpisany do rejestru zabytków pod nr rej.: A/2380/427/Wm z 19.04.1985 r.

### Dworzec Świebodzki
Dworzec Świebodzki to jedyny z dworców wybudowanych w tym obszarze i zachowany do dziś. Budynek ma w planie kształt litery „C” z prostopadłym skrzydłem południowym zachowanym z pierwszego dworca. Gmach reprezentuje formę architektury pałacowej opartej na dwóch przenikających się stylach: włoskiego renesansu i późnego klasycyzmu, ukształtowanej w duchu francuskiego Ecole des Beaux-Arts. Na budynku umieszczono daty 1842 r. (uruchomienia pierwszego dworca) i 1870 r. (uruchomienia nowego dworca). Dworzec Świebodzki przy placu Orląt Lwowskich, z lat 1842 i 1873, został wpisany do rejestru zabytków pod nr rej.: A/5262/247 z 30.12.1970 r. Teren nieczynnej stacji kolejowej i dworca wzdłuż ulicy Robotniczej użytkowany jest jako targowisko okresowe.

## Położenie i układ komunikacyjny
Tu zbiegają się następujące ulice:
- ulica Braniborska[13]
- ulica Józefa Piłsudskiego[14][9]
- ulica Nabycińska[4][15][16]
- ulica Podwale[4][17][18]
- ulica Robotnicza[19]
- ulica Sokolnicza[20][21]
- ulica Tęczowa[22]

Komunikację dla pieszych i rowerzystów do placu zapewnia również kładka nad fosą miejską o długości 44 m, która łączy plac z Promenadą Staromiejską i dalej z ulicą Pawła Włodkowica. Kładka nosi oficjalną nazwę „Kładka Radiowej Trójki”, lecz częściej nazywana jest kładką świebodzką lub kładką psią (od nazwy bastionu)  . Do placu przypisana jest ulica biegnąca od ulicy Nabycińskiej do ulicy Podwale o długości 402 m. Ulica ta jest drogą gminną.

## Nazwa placu
Nazwy własne placu w poszczególnych latach:
- do 1861 – Magazinstrasse (fragment)[3]
- do 3 lipca 1935 – Berliner Platz[1][2][28]
- do 1945 – Elfer Platz[1][2]
- do 11 grudnia 1951 – plac Braniborski[1]
- do 28 lipca 1990 – plac Sergiusza Kirowa[1][28]
- obecnie – plac Orląt Lwowskich[1][2][28]